# David Wayman

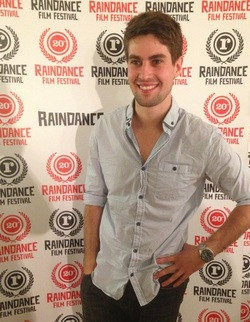
David Wayman

David Wayman (* 27. Januar 1988 in London) ist ein britischer Schauspieler.

## Leben und Karriere
Wayman wurde am 27. Januar 1988 in London geboren. Er besuchte die Lochinver House School und das St. Columba's College. Mit 18 Jahren trat er als Reservist den The Rifles bei. Seine Schauspielausbildung absolvierte er an der East 15 Acting School.
Er begann seine Karriere mit einer Hauptrolle in Martin Goochs Film After Death und spielte 2012 die Hauptrolle in Knight Knight. Außerdem bekam er 2019 eine Rolle in
Benny Loves You.
Neben der Schauspielerei ist Wayman auch als Sprecher tätig und hat mehrere Hörbücher sowie Voiceover für TV- und Radio-Werbung und Videospiele gesprochen.

## Filmografie
Filme
- 2009: An Education
- 2012: Angry Nazi Zombies
- 2012: Knight Knight
- 2012: After Death
- 2012: Art Of Darkness
- 2012: The Search For Simon
- 2013: The Dead Inside
- 2014: For the Evening
- 2014: Wandering Rose
- 2015: I Am the Doorway
- 2019: Benny Loves You
- 2022: Graphic Desires

Serien
- 2013: JFK: Seven Days That Made a President
- 2014: Harold Shipman
- 2015: That's English
- 2016: Stormbird